# Уимс, Сонни
Кларенс Сонни Уимс (англ. Clarence "Sonny" Weems; родился 8 июля 1986 года в Уэст-Мемфисе, Арканзас, США) — американский профессиональный баскетболист, играющий на позициях лёгкого форварда и атакующего защитника. На драфте НБА 2008 года был выбран командой «Чикаго Буллз», однако практически сразу был продан в «Денвер Наггетс».

## Карьера

### Профессиональная карьера

#### Карьера в НБА
Уимс получил приглашение на турнир в Портсмуте, однако принял решение в него не ехать. Вместо этого он работал с несколькими клубами, включая «Мемфис Гриззлис», «Орландо Мэджик», «Чикаго Буллз», «Бостон Селтикс», «Голден Стэйт Уорриорз», «Нью-Джерси Нетс», «Нью-Орлеан Хорнетс» и «Портленд Трэйл Блэйзерс», получил высокую оценку за хороший бросок и скоростные качества. Уимс был выбран под общим 39 номером на драфте НБА 2008 года командой «Чикаго Буллз», однако почти сразу был обменян в «Денвер Наггетс» на право выбора во втором раунде драфта 2009 года. В трехсторонней сделке также приняла участие команда «Портленд Трэйл Блэйзерс».

#### Лига развития НБА
10 декабря 2008 года «Наггетс» отправили игрока в Лигу развития, а Уимс так и не сыграл за клуб ни одного матча, более того, перенёс операцию из-за грыжи, а затем растяжения паха. В итоге он попал в дочерний клуб «Наггетс» — «Колорадо Фотинс». Уимс набирал в среднем 18 очков, забирал 4,8 подбора и отдавал 2,3 результативные передачи за 10 матчей в составе «Фотинс». 14 декабря Уимс набрал 20 очков, забив с игры 9 из 14 бросков, а его команда одержала домашнюю победу со счётом 129:108 в матче против «Рино Бигхорнс». В матче 17 декабря Уимс набрал 24 очка, однако его команда уступила с разницей в одно очко 99-98 клубу «Су-Фолс Скайфорс»; 20 декабря набрал 26 очков в матче против «Талса Сикстисиксерс», однако это не спасло команду от поражения — 111:104; 25 points in a 99-95 victory over the 66ers on December 23, в матче 30 декабря против «Форт-Уэйн Мэд Энтс» сделал дабл-дабл — набрал 24 очка и забрал 10 подборов, а его клуб победил со счётом 131:120. 6 января 2009 года игрок вновь был вызван в основной состав «Наггетс».

#### Европейская карьера

##### «Жальгирис»
8 июля 2011 года Уимс подписал однолетний контракт с клубом «Жальгирис». Контракт был разорван в марте 2012 года после того, как игрок получил травму и не смог продолжить выступления за команду. За 15 матчей в Евролиге в среднем набирал 15,5 очков и совершал 5 подборов в среднем за игру.

##### «ЦСКА»
30 июля 2012 года заключил трёхлетний контракт с московским ЦСКА. В мае 2014 года Уимс попал в символическую сборную Евролиги сезона 2013/14. 4 июля 2014 года Уимс продлил контракт с клубом до 2017 года. В июне 2015 года разорвал контракт с ЦСКА. В составе армейцев форвард провел 176 матчей, набирая в среднем 12,0 очка, 3,1 подбора и 2,9 передачи.

#### Возвращение в НБА
В июле 2015 года Сонни Уимс и «Финикс Санз» договорились о контракте в 5,8 миллиона долларов сроком на два года. 5 марта 2016 года он был отчислен из «Финикса», а уже 8 марта «Филадельфия» забрала Уимса с рынка отказов.

#### Возвращение в Европу
Летом 2016 года тель-авивский «Маккаби» официально подписал контракт с Уимсом. Стороны заключили 2-летнее соглашение на сумму $ 3 млн.

## Статистика

### Статистика в НБА
| Сезон   | Команда     | Регулярный сезон | Регулярный сезон          | Регулярный сезон         | Регулярный сезон         | Регулярный сезон                      | Регулярный сезон                   | Регулярный сезон            | Регулярный сезон           | Регулярный сезон              | Регулярный сезон              | Регулярный сезон         | Серия плей-офф  | Серия плей-офф            | Серия плей-офф           | Серия плей-офф           | Серия плей-офф                        | Серия плей-офф                     | Серия плей-офф              | Серия плей-офф             | Серия плей-офф                | Серия плей-офф                | Серия плей-офф           |
| Сезон   | Команда     | Сыгранные матчи  | Матчи в стартовой пятёрке | Количество минут за игру | Процент попаданий с игры | Процент попадания трёхочковых бросков | Процент попадания штрафных бросков | Количество подборов за игру | Количество передач за игру | Количество перехватов за игру | Количество блок-шотов за игру | Количество очков за игру | Сыгранные матчи | Матчи в стартовой пятёрке | Количество минут за игру | Процент попаданий с игры | Процент попадания трёхочковых бросков | Процент попадания штрафных бросков | Количество подборов за игру | Количество передач за игру | Количество перехватов за игру | Количество блок-шотов за игру | Количество очков за игру |
| ------- | ----------- | ---------------- | ------------------------- | ------------------------ | ------------------------ | ------------------------------------- | ---------------------------------- | --------------------------- | -------------------------- | ----------------------------- | ----------------------------- | ------------------------ | --------------- | ------------------------- | ------------------------ | ------------------------ | ------------------------------------- | ---------------------------------- | --------------------------- | -------------------------- | ----------------------------- | ----------------------------- | ------------------------ |
| 2008/09 | Денвер      | 12               | 0                         | 4,6                      | 32,0                     | 0,0                                   | 37,5                               | 0,3                         | 0,3                        | 0,1                           | 0,0                           | 1,6                      | Не участвовал   | Не участвовал             | Не участвовал            | Не участвовал            | Не участвовал                         | Не участвовал                      | Не участвовал               | Не участвовал              | Не участвовал                 | Не участвовал                 | Не участвовал            |
| 2009/10 | Торонто     | 69               | 19                        | 19,8                     | 51,5                     | 13,3                                  | 68,8                               | 2,8                         | 1,5                        | 0,6                           | 0,4                           | 7,5                      | Не участвовал   | Не участвовал             | Не участвовал            | Не участвовал            | Не участвовал                         | Не участвовал                      | Не участвовал               | Не участвовал              | Не участвовал                 | Не участвовал                 | Не участвовал            |
| 2010/11 | Торонто     | 59               | 28                        | 24,0                     | 44,4                     | 27,9                                  | 76,6                               | 2,6                         | 1,8                        | 0,6                           | 0,0                           | 9,2                      | Не участвовал   | Не участвовал             | Не участвовал            | Не участвовал            | Не участвовал                         | Не участвовал                      | Не участвовал               | Не участвовал              | Не участвовал                 | Не участвовал                 | Не участвовал            |
| 2015/16 | Финикс      | 36               | 0                         | 11,7                     | 39,3                     | 39,4                                  | 53,8                               | 1,1                         | 1,3                        | 0,3                           | 0,0                           | 2,5                      | Не участвовал   | Не участвовал             | Не участвовал            | Не участвовал            | Не участвовал                         | Не участвовал                      | Не участвовал               | Не участвовал              | Не участвовал                 | Не участвовал                 | Не участвовал            |
| 2015/16 | Филадельфия | 7                | 0                         | 11,1                     | 33,3                     | 22,2                                  | 50,0                               | 1,7                         | 0,3                        | 0,0                           | 0,0                           | 2,4                      | Не участвовал   | Не участвовал             | Не участвовал            | Не участвовал            | Не участвовал                         | Не участвовал                      | Не участвовал               | Не участвовал              | Не участвовал                 | Не участвовал                 | Не участвовал            |
|         | Всего       | 183              | 47                        | 18,2                     | 46,5                     | 28,1                                  | 70,2                               | 2,2                         | 1,4                        | 0,5                           | 0,2                           | 6,5                      | Не участвовал   | Не участвовал             | Не участвовал            | Не участвовал            | Не участвовал                         | Не участвовал                      | Не участвовал               | Не участвовал              | Не участвовал                 | Не участвовал                 | Не участвовал            |

### Статистика в Д-Лиге
| Сезон   | Команда  | Регулярный сезон | Регулярный сезон          | Регулярный сезон         | Регулярный сезон         | Регулярный сезон                      | Регулярный сезон                   | Регулярный сезон            | Регулярный сезон           | Регулярный сезон              | Регулярный сезон              | Регулярный сезон         | Серия плей-офф  | Серия плей-офф            | Серия плей-офф           | Серия плей-офф           | Серия плей-офф                        | Серия плей-офф                     | Серия плей-офф              | Серия плей-офф             | Серия плей-офф                | Серия плей-офф                | Серия плей-офф           |
| Сезон   | Команда  | Сыгранные матчи  | Матчи в стартовой пятёрке | Количество минут за игру | Процент попаданий с игры | Процент попадания трёхочковых бросков | Процент попадания штрафных бросков | Количество подборов за игру | Количество передач за игру | Количество перехватов за игру | Количество блок-шотов за игру | Количество очков за игру | Сыгранные матчи | Матчи в стартовой пятёрке | Количество минут за игру | Процент попаданий с игры | Процент попадания трёхочковых бросков | Процент попадания штрафных бросков | Количество подборов за игру | Количество передач за игру | Количество перехватов за игру | Количество блок-шотов за игру | Количество очков за игру |
| ------- | -------- | ---------------- | ------------------------- | ------------------------ | ------------------------ | ------------------------------------- | ---------------------------------- | --------------------------- | -------------------------- | ----------------------------- | ----------------------------- | ------------------------ | --------------- | ------------------------- | ------------------------ | ------------------------ | ------------------------------------- | ---------------------------------- | --------------------------- | -------------------------- | ----------------------------- | ----------------------------- | ------------------------ |
| 2008/09 | Колорадо | 21               | 8                         | 28,2                     | 48,9                     | 26,9                                  | 68,6                               | 4,5                         | 3,0                        | 1,0                           | 0,7                           | 20,5                     | 4               | 0                         | 29,0                     | 47,9                     | 7,7                                   | 88,0                               | 2,5                         | 3,5                        | 0,8                           | 0,5                           | 22,8                     |
|         | Всего    | 21               | 8                         | 28,2                     | 48,9                     | 26,9                                  | 68,6                               | 4,5                         | 3,0                        | 1,0                           | 0,7                           | 20,5                     | 4               | 0                         | 29,0                     | 47,9                     | 7,7                                   | 88,0                               | 2,5                         | 3,5                        | 0,8                           | 0,5                           | 22,8                     |

### Статистика в колледже
| Сезон                                                                                   | Команда  | GP | GS | MPG  | FG%  | 3P%  | FT%  | RPG | APG | SPG | BPG | PPG  |  |
| --------------------------------------------------------------------------------------- | -------- | -- | -- | ---- | ---- | ---- | ---- | --- | --- | --- | --- | ---- |  |
| 2006/07                                                                                 | Арканзас | 35 | 32 | 31,0 | 48,5 | 36,1 | 72,9 | 4,8 | 2,1 | 1,3 | 0,4 | 11,8 |  |
| 2007/08                                                                                 | Арканзас | 34 | 34 | 31,4 | 46,4 | 37,0 | 80,3 | 4,5 | 2,6 | 1,3 | 0,2 | 15,0 |  |
|                                                                                         | Всего    | 69 | 66 | 31,2 | 47,3 | 36,6 | 76,7 | 4,6 | 2,3 | 1,3 | 0,3 | 13,3 |  |
| Наведите курсор мыши на аббревиатуры в заголовке таблицы, чтобы прочесть их расшифровку |          |    |    |      |      |      |      |     |     |     |     |      |  |

### Статистика в других лигах
| Сезон                                                                                   | Команда   | Лига            | GP  | GS  | MPG  | FG%  | 3P%  | FT%  | RPG | APG | SPG | BPG | PPG  |  |
| 2011/12                                                                                 | Все клубы | Все лиги        | 46  | 45  | 26,2 | 46,7 | 34,6 | 69,6 | 4,3 | 1,7 | 1,0 | 0,2 | 11,8 |  |
| 2011/12                                                                                 | Жальгирис | Единая лига ВТБ | 16  | 16  | 25,4 | 47,4 | 34,2 | 73,5 | 4,1 | 2,0 | 0,8 | 0,4 | 10,3 |  |
| 2011/12                                                                                 | Жальгирис | Евролига        | 15  | 15  | 29,9 | 46,8 | 36,0 | 68,6 | 5,0 | 1,3 | 0,9 | 0,2 | 15,5 |  |
| 2011/12                                                                                 | Жальгирис | Чемпионат Литвы | 13  | 12  | 23,6 | 44,1 | 34,3 | 69,4 | 3,8 | 1,8 | 1,4 | 0,1 | 9,9  |  |
| 2011/12                                                                                 | Жальгирис | Балтийская лига | 2   | 2   | 21,1 | 58,3 | 28,6 | 50,0 | 3,0 | 0,5 | 1,5 | 0,0 | 9,0  |  |
| 2012/13                                                                                 | Все клубы | Все лиги        | 61  | 54  | 26,3 | 47,1 | 42,2 | 75,2 | 2,7 | 2,0 | 0,7 | 0,1 | 12,3 |  |
| 2012/13                                                                                 | ЦСКА      | Евролига        | 28  | 27  | 28,8 | 47,2 | 38,5 | 81,3 | 2,9 | 2,1 | 0,8 | 0,1 | 13,7 |  |
| 2012/13                                                                                 | ЦСКА      | Единая лига ВТБ | 25  | 19  | 24,3 | 48,5 | 44,2 | 65,9 | 2,5 | 1,7 | 0,7 | 0,1 | 11,5 |  |
| 2012/13                                                                                 | ЦСКА      | ПБЛ             | 15  | 14  | 24,6 | 45,4 | 46,8 | 66,7 | 3,1 | 2,1 | 0,5 | 0,0 | 11,2 |  |
| 2013/14                                                                                 | Все клубы | Все лиги        | 55  | 52  | 28,7 | 44,3 | 36,2 | 73,7 | 3,3 | 3,5 | 0,9 | 0,3 | 11,6 |  |
| 2013/14                                                                                 | ЦСКА      | Евролига        | 29  | 27  | 28,5 | 44,2 | 35,4 | 75,4 | 3,5 | 3,7 | 0,8 | 0,2 | 12,2 |  |
| 2013/14                                                                                 | ЦСКА      | Единая лига ВТБ | 26  | 25  | 29,0 | 44,4 | 37,1 | 71,1 | 3,2 | 3,3 | 1,0 | 0,4 | 11,0 |  |
| 2014/15                                                                                 | Все клубы | Все лиги        | 57  | 48  | 24,3 | 44,0 | 40,1 | 76,9 | 3,3 | 3,5 | 0,8 | 0,2 | 12,2 |  |
| 2014/15                                                                                 | ЦСКА      | Единая лига ВТБ | 31  | 26  | 22,1 | 45,4 | 43,7 | 75,0 | 2,7 | 3,5 | 0,6 | 0,2 | 11,5 |  |
| 2014/15                                                                                 | ЦСКА      | Евролига        | 26  | 22  | 26,9 | 42,5 | 37,1 | 79,2 | 4,0 | 3,5 | 1,0 | 0,2 | 13,1 |  |
|                                                                                         |           | Всего           | 219 | 199 | 26,4 | 45,4 | 38,7 | 73,8 | 3,4 | 2,7 | 0,8 | 0,2 | 12,0 |  |
| Наведите курсор мыши на аббревиатуры в заголовке таблицы, чтобы прочесть их расшифровку |           |                 |     |     |      |      |      |      |     |     |     |     |      |  |